# Linux per PlayStation 2

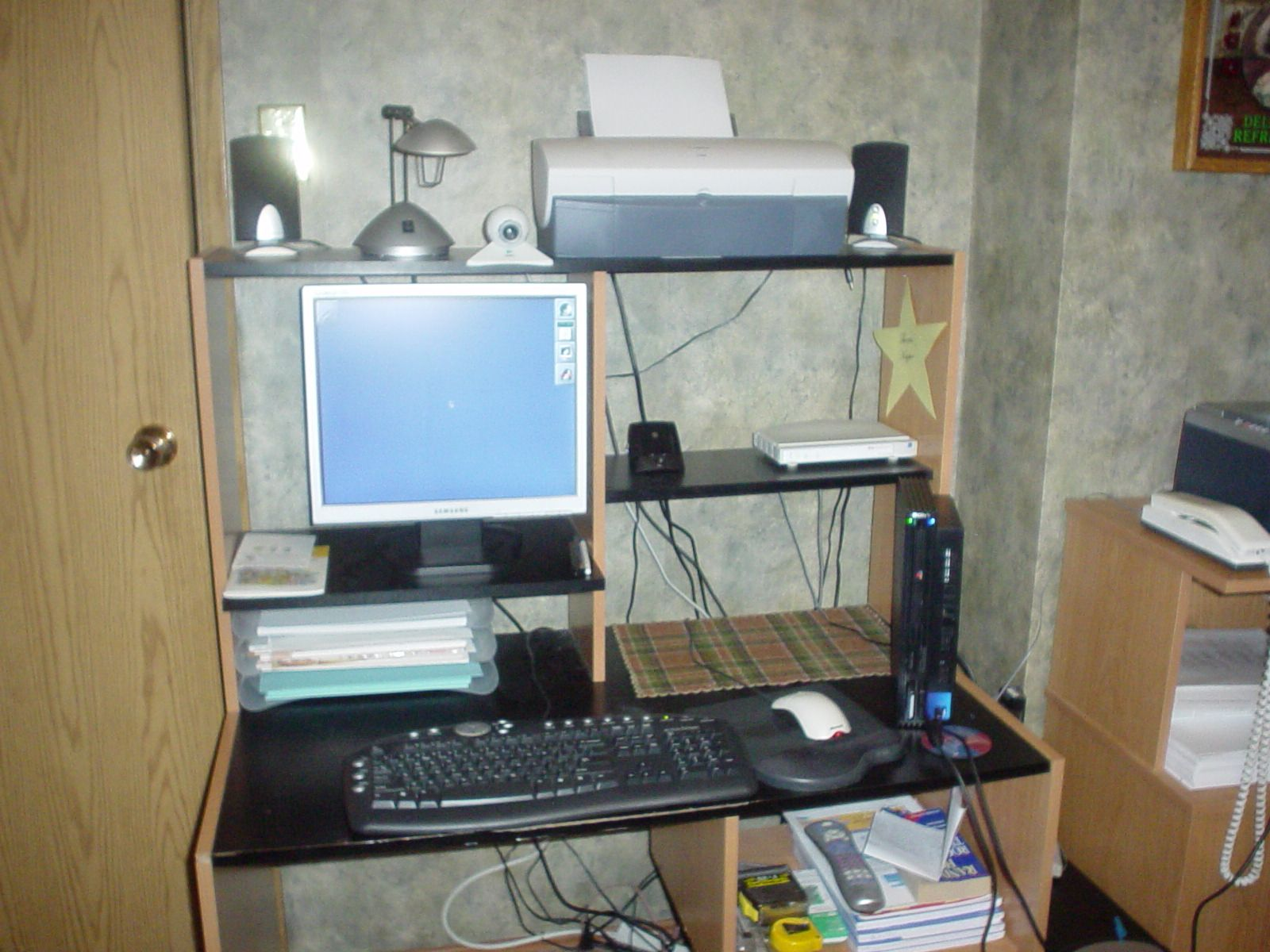
Una immagine del kit in funzione

Linux per PlayStation 2 (o PS2 Linux) è un kit messo in vendita dalla Sony Computer Entertainment nel 2001 in Giappone e nel 2002 in Europa che permette alla PlayStation 2 di essere utilizzata come personal computer, oltre a fornire la tecnologia abilitante per lo sviluppo amatoriale di semplici giochi.
Annunciato in data 26 aprile 2001 per il solo mercato giapponese al prezzo di 25.000 Yen (l'allora corrispondente di circa 200 USD, circa 450.000 Lire italiane), venne venduto esclusivamente via Internet e non attraverso i tradizionali canali commerciali di vendita al dettaglio.
Contrariamente alle dichiarazioni iniziali, il kit fu invece reso disponibile anche per il mercato europeo nella prima metà del 2002.  Nella versione europea, il kit include: 
- due DVD-ROM di Linux per PlayStation 2 (il primo è il 'Runtime Environment'; il secondo contiene i 'Software Packages'), P/Ns PBPX-95509/10)
- un adattatore per cavo monitor VGA + uscita audio stereo, P/N 10320 E
- un adattatore di rete di PlayStation 2 (Ethernet), Network Adaptor P/N SCPH-10350 E
- un disco rigido da 40 GB da alloggiare nella apposita baia, P/N SCPH-20401 E
- tastiera USB, P/N SCPH-10240 E
- mouse USB, P/N SCPH-10230 E

Necessari, ma non inclusi nel kit, una Memory Card MagicGate da 8MB e un monitor commerciale con ingresso VGA e Sync-on-Green (un database di monitor compatibili popolato dalla Community di utenti Linux per PlayStation 2 è disponibile qui). I manuali di sistema sono contenuti in formato elettronico nel DVD 'Runtime Environment' ed essendo in formato PDF sono accessibili da un qualunque computer dotato di lettore DVD e reader di file PDF.
Diversamente, la versione giapponese del kit era corredata di hard disk esterno connesso alla console attraverso la porta PCMCIA; tale hard disk è incompatibile con i modelli di PS2 europea in quanto questi ultimi non sono mai stati dotati di connettore PCMCIA.
All'installazione del sistema deve essere usata l'interfaccia a riga di comando.
La distribuzione di Linux è una versione modificata di Red Hat 6.
Il kernel integrato è il 2.2.1 con XFree86 3.3.6, ma può essere aggiornato attraverso Internet.
Con l'adattatore Ethernet è possibile anche scaricare nuovi driver.

## Limitazioni
Come riportato sul manuale utente, nella configurazione originale prevista da Sony:
- Il codice binario sviluppato per altri sistemi Linux non poteva essere utilizzato su Linux per PlayStation 2
- Il software è compatibile solo con il disco rigido interno (per PS2) (con la nota che non può essere usato con altri hard disk)
- È richiesta la formattazione iniziale dell'hard disk e della scheda di memoria da 8 MB durante l'installazione di Linux per PlayStation 2

Inoltre:
- Il kit non permette la lettura di DVD-ROM eccetto quelli originali PS1 e PS2, a causa dei problemi di pirateria;
- Non è possibile utilizzare l'hard disk con i giochi PlayStation 2 se non riformattando con il disco di utilità fornito alla vendita e rinunciando a Linux[senza fonte];

## Distribuzione
A partire dal 2003, questo kit non è più venduto ufficialmente negli Stati Uniti perché i kit NTSC sono fuori produzione, ma è possibile acquistarli su internet (ad esempio attraverso eBay).